# Zentralbibliothek der TU und UdK Berlin
Die Zentralbibliothek der TU und UdK Berlin (früher Volkswagen Universitätsbibliothek und Universitätsbibliothek im Volkswagen-Haus genannt) ist die gemeinsame Universitätsbibliothek der Technischen Universität Berlin (TU Berlin) und der Universität der Künste (UdK).

## Geschichte

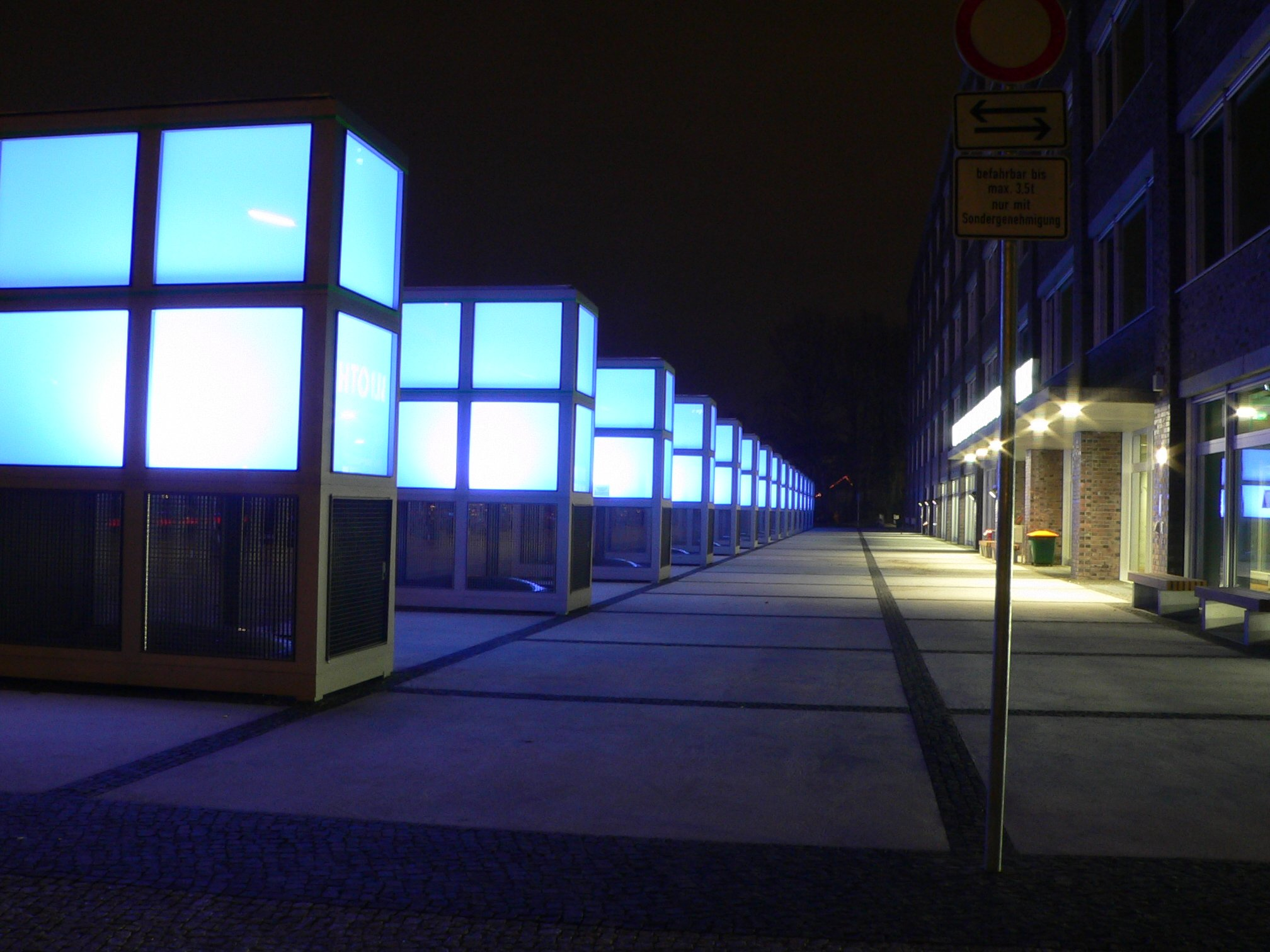
Nächtliches Lichtspiel vor der Zentralbibliothek der TU und UdK (Foto: 2005)

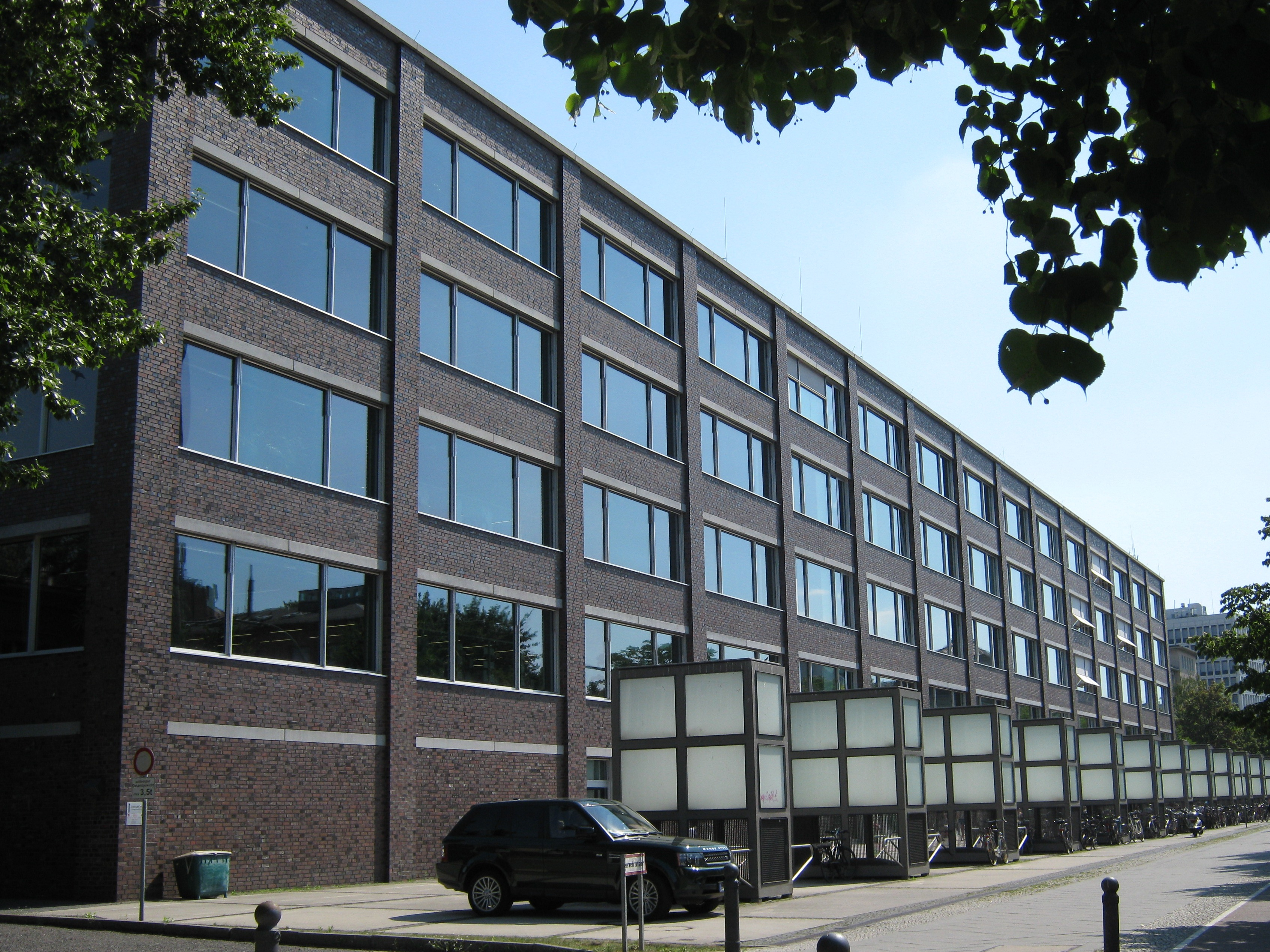
Außenansicht der Universitätsbibliothek (Foto: 2015)

Die Geschichte der Bibliothek der Universität der Künste kann bis zur Gründung der Akademie der Künste 1696 zurückverfolgt werden.
Die Universitätsbibliothek der Technischen Universität Berlin wurde 1884 als Bibliothek der Königlich Technischen Hochschule gegründet. Die Buchbestände der beiden Vorgängerinstitutionen, der Bauakademie und des Gewerbeinstituts, wurden zur neuen Bibliothek unter einem Dach vereint. Schließlich wurden 1916 auch die Bestände der Bergakademie eingegliedert.
Der gesamte Buch-Altbestand, mit Spezialsammlungen der 1799 gegründeten Bauakademie und des Architekten- und Ingenieur-Vereins zu Berlin, sowie das Archiv der Königlich Technischen Hochschule Charlottenburg, ging gegen Ende des Zweiten Weltkriegs und kurz danach verloren.
Die geretteten historischen Buch- und Planbestände, unter anderem wertvolle Sammlungen der Gartenbaubücherei (einschließlich der Privatsammlungen von Joseph Becker-Dillingen und Camillo Schneider) sowie des Architekturmuseums der Technischen Universität Berlin, machen somit nur einen geringen Teil des Bestandes der Universitätsbibliothek aus. Da der Katalog nahezu unversehrt blieb, konnten Teile des Altbestandes ersatzbeschafft werden.
Neben der Hauptbibliothek existierten an der TU bis 2004 etwa 17 Abteilungsbibliotheken, die mit ihren Freihandbeständen nahe bei ihren Instituten, Fachbereichen bzw. Fakultäten lagen. Im Rahmen der Umstrukturierung durch den Bibliotheksneubau wurden fünf technik- bzw. naturwissenschaftliche und drei geistes- bzw. sozialwissenschaftliche Abteilungsbibliotheken in die nun als Zentralbibliothek bezeichnete Bibliothek ausgelagert.
Das ca. 56,3 Millionen Euro teure, vierstöckige Gebäude ist Ergebnis eines jahrzehntelangen Anlaufs, dessen Ausführung mehrfach an den Kosten zu scheitern drohte. Nach den allgemeinen Regeln des Hochschulbauförderungsgesetzes sollten Bund und Land Berlin die Kosten zunächst je zur Hälfte tragen. Nachdem das Land 1999 seine Finanzierungszusage zurückgezogen hatte, bot die TU an, diesen Anteil über einen Kredit selbst zu übernehmen. Dadurch kamen zu den Kosten noch zusätzliche 15,8 Millionen Euro an Zinsen hinzu, die ebenfalls von der TU zu tragen sind. Eine in den letzten Planungsphasen existierende Finanzierungslücke in Höhe von 5,1 Millionen Euro wurde durch Gelder der Volkswagen AG geschlossen. Zusammen mit den Kosten für den Umzug der bisherigen Bibliotheksstandorte in Höhe von knapp 1,5 Millionen Euro müssen von den beiden Universitäten 39,4 Millionen Euro aufgebracht werden. Diese Mittel will die TU vor allem durch Aufgabe bisher angemieteter Gebäude erbringen.
Schwierigkeiten im Vergabeverfahren verzögerten den Baubeginn nochmals. Als Generalunternehmer begann die beauftragte Firma Epple im Sommer 2002 mit der Errichtung. Die feierliche Eröffnung fand am 9. Dezember 2004 statt.
Am 18. Oktober 2004 wurde der Neubau der gemeinsamen Universitätsbibliothek, unter dem offiziellen Namen Volkswagen Universitätsbibliothek Technische Universität Berlin und Universität der Künste, für die Benutzung geöffnet. 2024 wurde der Volkswagen-Schriftzug entfernt und es wird die Bezeichnung Universitätsbibliotheken der TU Berlin und der UdK verwendet. 
Im Jahr 2022 wurde sie als nationale Bibliothek des Jahres ausgezeichnet.

## Gebäude und Nutzung
Das Bibliotheksgelände befindet sich auf jenem Areal, auf dem 1846/1847, noch von Peter Joseph Lenné, anstelle einer Fasanerie ein Hippodrom angelegt wurde. Gegenwärtig 2019/20 wird dort das neue Mathematikgebäude der TU Berlin gebaut.

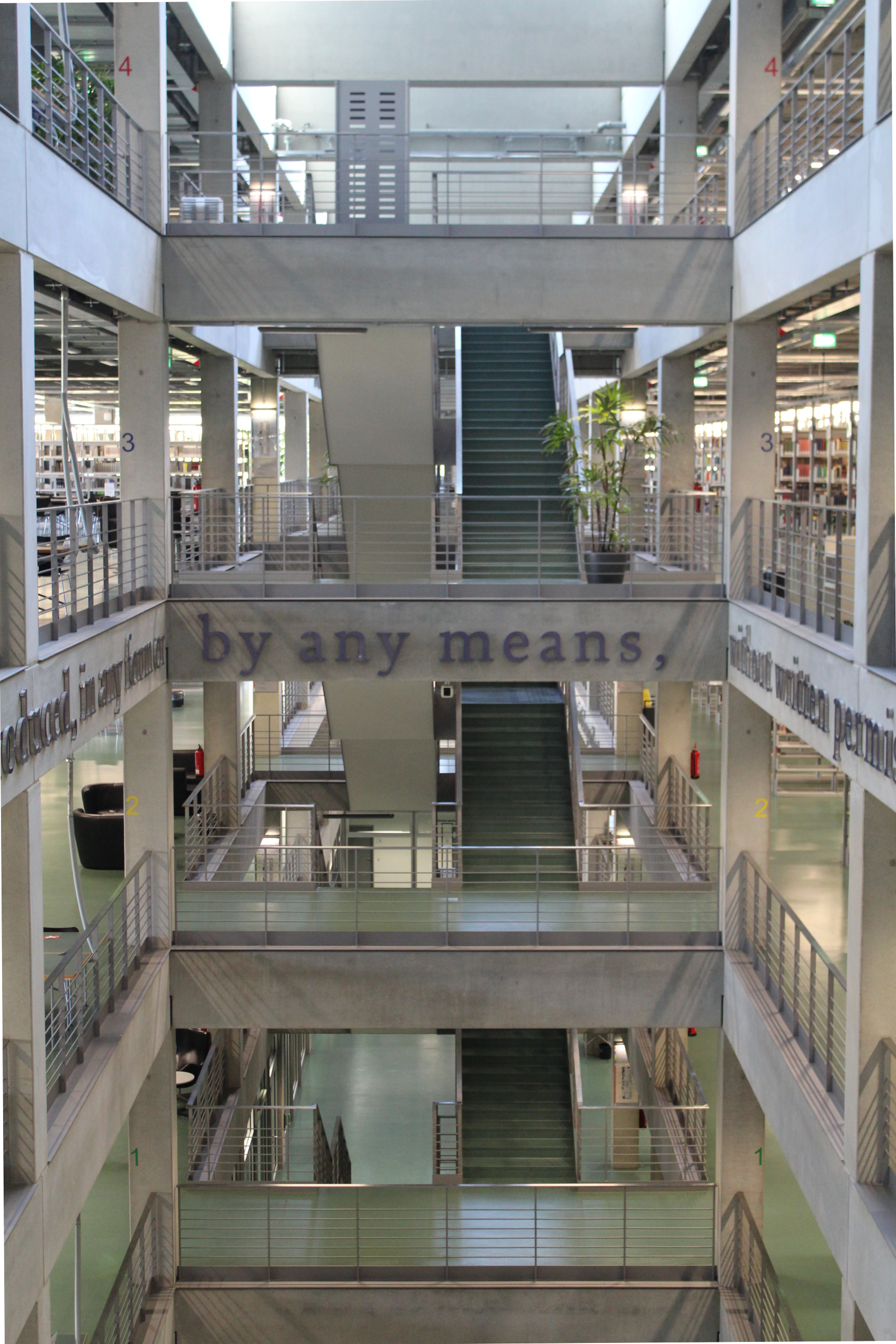
Blick in einen der drei Lichthöfe, von Elsbeth Arlt gestaltete Schriftzüge (Foto: 2015)

Der ursprüngliche, preisgekrönte Bibliotheks-Entwurf des Architektenehepaars Jeromin aus dem Jahr 1988, wurde im Laufe der langen Planung vom Architekten Walter A. Noebel -auch aus Kostengründen- stark überarbeitet. Als Kritik handelte sich das Gebäude häufiger den Vergleich mit einem „Parkhaus für Bücher“ ein. Die Bibliothek ist in ihrer Gestaltung und durch ihre technische Ausstattung zweckdienlich auf die Lagerung der Bücher im Magazin und eine teilweise Freihandaufstellung des Bestandes ausgerichtet. Ein aus dem Magazin bestelltes Medium soll nach etwa 1½ bis 3½ Stunden zur Verfügung stehen.
Zusammen mit der Bibliothek der Universität der Künste im vierten Stock nutzt die TU den ersten bis dritten Stock des Gebäudes. Das Innere der Bibliothek ist durch drei große Lichthöfe geprägt, um die herum Regale und Arbeitsplätze angeordnet sind. Im Erdgeschoss der Bibliothek befindet sich die Leihstelle, zusammen mit der Lehrbuchsammlung und dem Eingangsbereich. Im Untergeschoss befinden sich das geschlossene Magazin und das Zeitschriftenfreihandmagazin.
Die Nutzung der Bibliothek und Dienstleistungen stehen allen Studierenden und wissenschaftlichen Mitarbeitern zur Verfügung. Ausleihen können auch durch Alumni sowie von sämtlichen Interessierten vorgenommen werden. Dies beinhaltet die Nutzung und Ausleihe der meisten in der Bibliothek vorhandenen Medien, inkl. AV-Medien (CDs, DVDs, CD-Roms usw.). Zur Ausleihe von Büchern ist ein Bibliotheksausweis nötig. Medien aus dem Magazin können auch ohne Nutzerkarte über den Lesesaal bestellt werden.
Der Lichthof wurde von der Künstlerin Elsbeth Arlt gestaltet.
Seit Mai 2025 ist die Zentralbibliothek rund um die Uhr geöffnet (24-Stunden-Bibliothek).

## Bibliothekssystem
Zum Bibliothekssystem an der TU Berlin gehören neben der Zentralbibliothek noch die Bereichsbibliothek Physik, die Bereichsbibliothek Architektur und Kunstwissenschaft, Die Bibliothek Wirtschaft & Management, die Mathematische Fachbibliothek, die Bibliothek des Zentrums für Antisemitismusforschung, die Bibliothek der Zentraleinrichtung Moderne Sprachen, die Bibliothek des China-Centers und mehr als vierzig kleinere Institutsbibliotheken.
Das Universitätsarchiv und das Architekturmuseum der TU Berlin und die Deutsche Gartenbaubliothek sind der Universitätsbibliothek als Sonderabteilungen zugeordnet.

## Kritik

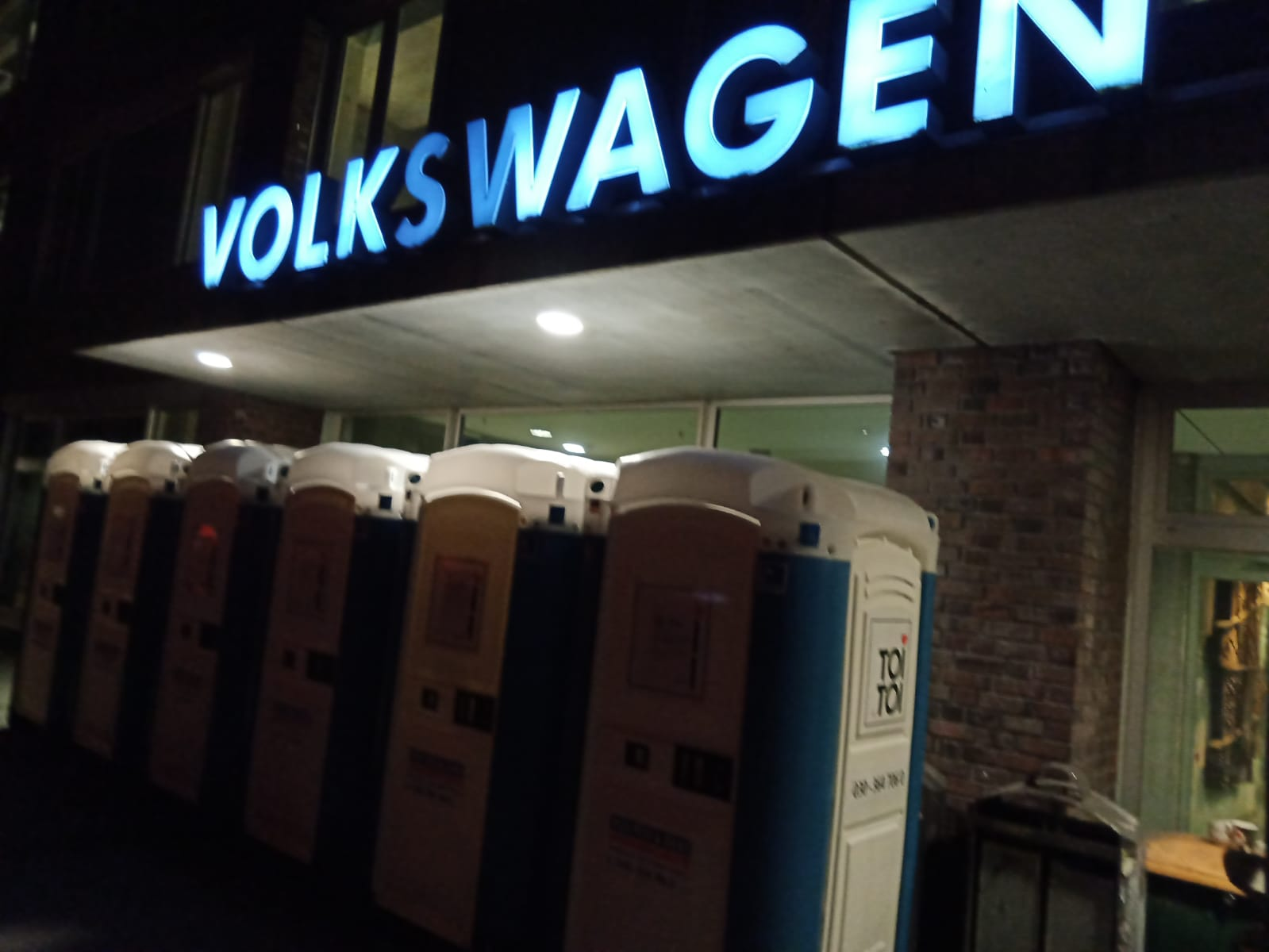
Toilettenkabinen neben dem Eingang zur Volkswagenbibliothek (Foto: 2020)

Seit Bezug gibt es bauliche Probleme mit dem Geräuschpegel. Durch die offene Architektur pflanzen sich Geräusche vom Erdgeschoss bis in den vierten Stock fort. Die Anzahl der Toiletten reicht nur knapp für die gut besuchte Bibliothek. Regelmäßig fallen durch fehlende Ausgleichsrohre Toiletten für Wochen aus. Die Mangelsituation versuchte die Bibliotheksleitung durch mobile Toiletten temporär zu beheben.
Nach Protesten der Klimabewegung End Fossil: Occupy Ende 2022 verkündete die Leitung der TU Berlin, die Benennung nach dem Geldgeber Volkswagen zu prüfen. 2024 wurde der Volkswagen-Schriftzug entfernt.